# زن برهنه
زن برهنه: مطالعه بدن زن (به انگلیسی: The Naked Woman: A Study of the Female Body) کتابی است که توسط جانورشناس دزموند موریس اولین بار در سال ۲۰۰۴ منتشر شد.
این کتاب، بدن زن را از دیدگاه تکاملی توصیف می‌کند. این کتاب در چندین فصل تقسیم شده‌است که هر فصل به قسمتی از بدن، از مو تا پا می‌پردازد. برای هر کدام، موریس (نویسندهٔ کتاب) ساختار و عملکرد بخش را توضیح می‌دهد؛ مانند: تکامل آن، اهمیت اجتماعی در طول تاریخ بشر، و تغییرات مصنوعی و تزئینات به کار رفته توسط فرهنگ‌های مختلف.
پس از فصل تکامل، ۲۲ فصل بعدی به ترتیب به موارد زیر مربوط می‌شود: مو، ابرو، گوش، چشم، بینی، گونه‌ها، لب‌ها، دهان، گردن، شانه‌ها، بازوها، دست‌ها، سینه‌ها، کمر، مفصل ران، شکم، پشت، موی تناسلی، اندام تناسلی، باسن، پاها و پیش‌پاها.